# 戈里霍韋 (科羅斯特舍夫區)
50°12′57″N 29°9′5″E / 50.21583°N 29.15139°E
戈里霍韋（烏克蘭語：Горіхове）是烏克蘭北部的村莊，隸屬日托米爾州的日托米爾區。該村面積0.82平方公里，海拔高度217米，2001年人口135，人口密度每平方公里164.84人。